# Gouvernement provisoire de Lituanie

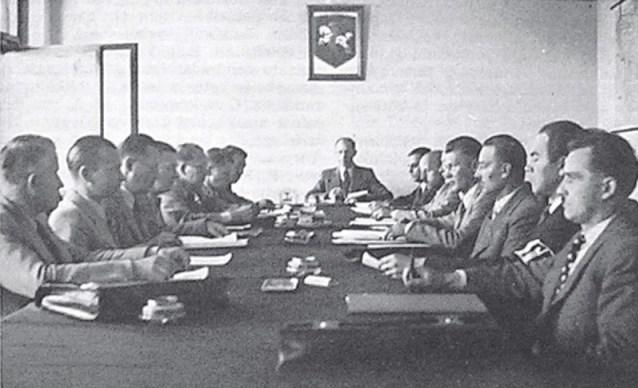
Session du Gouvernement provisoire de Lituanie.

Le gouvernement provisoire de Lituanie est un gouvernement annoncé le 23 juin 1941 en Lituanie après une insurrection dans le pays contre le régime soviétique. Il est organisé par le Front des activistes lituaniens, qui l'avait créé en secret le 22 avril 1941. Il est dissous quelques mois plus tard, en août.

## Actions
Le 30 juin, le gouvernement provisoire approuve le financement du bataillon lituanien, les soutenant au passage dans la construction d'un camp de concentration pour les Juifs. En juillet, le gouvernement adopte plusieurs résolutions discriminatoires envers les Juifs et les Polonais, nationalisant aussi les propriétés et moyens de production des Juifs.